# Trace Du Hourra
Trace Du Hourra (französisch für Hurraspur) in Parc Astérix (Hauts-de-France, Frankreich) ist eine Stahlachterbahn vom Modell Bobsled des Herstellers Mack Rides, die am 31. März 2001 eröffnet wurde. Sie ist bis heute (Stand April 2023) die letzte Bob-Achterbahn des Herstellers.
Die von Jean-Marc Toussaint konstruierte Fahrt beschreibt die Steinzeit, bevor Menschen auf zwei Beinen gingen. Als ein Höhlenmensch erlernte auf zwei Beinen zu gehen, rannte er einen Hügel hinab um es einem Freund zu erzählen. Dabei schrie er „Hurra“. Die braune Röhre der Bahn beschreibt dabei den Weg, den der Höhlenmensch zwischen den Felsen zurücklegte. Dies ist auch der Grund, warum die Röhre im Gegensatz zu den meisten anderen Bob-Achterbahnen nicht weiß ist.